# James Graham-Campbell
Pour les articles homonymes, voir Graham.
James Graham-Campbell (né en 1947), est un archéologue britannique, spécialiste de l'archéologie viking.
Professeur émérite d'archéologie médiévale à l'université de Londres, il est membre de la British Academy.

## Publications sélectives
- Viking Artefacts : A Select Catalogue, British Museum Publications, London, 1980.  (ISBN 0714113549)
- The Viking-Age Gold and Silver of Scotland : AD 850-1100, National Museums Scotland, Edinburgh, 1995.  (ISBN 0714113549)
- Vikings in Scotland : An Archaeological Survey, Edinburgh University Press, Edinburgh, 1998.  (ISBN 0748606416)
- Silver Economy in the Viking Age, coécrit avec Gareth Williams, Left Coast Press, Walnut Creek, 2007.  (ISBN 1598742221)
- Anglo-Saxon/Irish Relations Before the Vikings, coécrit avec Michael Ryan, Oxford University Press, Oxford, 2009.  (ISBN 0197264506)
- The Viking World, Frances Lincoln, London, 2013.  (ISBN 071123468X)
- Viking Art, Thames & Hudson, London, 2013.  (ISBN 0500204195)
- Vikings and the Danelaw, coécrit avec Richard Hall, Judith Jesch, David N. Parsons, Oxbow Books, Oxford, 2016.  (ISBN 1785704559)